# Ribellione di Sasun del 1894
La ribellione di Sasun del 1894, conosciuta anche come la prima resistenza di Sassoun (in armeno Սասնո առաջին ապստամբութիւն?), o massacri di Sasoun è stato il conflitto tra le forze Hamidiye dell'Impero ottomano e i fedayi armeni appartenenti al partito Hunchakian del movimento nazionale armeno, nella regione del Sassoun (l'odierna regione di Sason).

## Sfondo
Il Partito socialdemocratico Hunchakian era un movimento nazionale armeno attivo nella regione. Nel 1894, il sultano Abdul Hamid II iniziò a prendere di mira il popolo armeno in un atto precursore dei massacri hamidiani. Questa persecuzione rafforzò il sentimento di devoluzione tra gli armeni.
A Sason gli armeni erano organizzati dagli attivisti Hunchak, come Mihran Damadian, Hampartsoum Boyadjian e Hrayr Dzhoghk.

## Conflitto

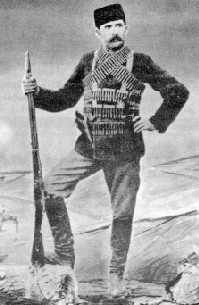
Medzn Mourad

Sassoun fu il luogo della prima notevole battaglia nel movimento di resistenza armeno. Gli armeni di Sassoun affrontarono l'esercito ottomano e gli irregolari curdi a Sassoun, soccombendo a un numero superiore.
Gli agenti di stampa stranieri protestarono con veemenza contro i fatti di Sassoun; Il primo ministro britannico William Ewart Gladstone definì Hamid "il grande criminale" o "il sultano rosso". Anche il resto delle grandi potenze protestò e chiese l'esecuzione delle riforme promesse dal sultano ottomano Hamid. Una commissione d'inchiesta composta da rappresentanti francesi, britannici e russi fu inviata nella regione per esaminare l'evento.

## Conseguenze
Nel maggio 1895, le suddette potenze straniere prepararono una serie di riforme. Tuttavia, non furono mai eseguite, perché non furono attivamente imposte alla Turchia ottomana. le proposte dell'Inghilterra su una commissione d'inchiesta furono accolte con freddezza, anche per il timore di un conflitto con la Turchia. Le politiche dell'Impero russo nei confronti della questione armena erano cambiate. Il ministro degli esteri russo Alexei Lobanov-Rostovsky sostenne infatti l'integrità ottomana. Inoltre, era talmente anti-armeno che voleva un'"Armenia senza armeni". D'altra parte, la Gran Bretagna aveva acquisito una notevole influenza e potere nell'ex Egitto ottomano e Cipro, e per Gladstone, le buone relazioni con gli ottomani erano meno importanti di prima. Nel frattempo, la Turchia aveva trovato un nuovo alleato europeo, la Germania di Bismarck. L'Impero ottomano si sentì così libero di commettere ulteriori massacri nel 1896.